# Throscinus politus
Throscinus politus är en skalbaggsart som beskrevs av Thomas Casey 1889. Throscinus politus ingår i släktet Throscinus och familjen lerstrandbaggar. Inga underarter finns listade i Catalogue of Life.